# Kyritz
Kyritz (phát âm tiếng Đức: [ˈkyːʁɪts]) là một thị xã thuộc huyện Ostprignitz-Ruppin, bang Brandenburg, Đức. Đô thị Kyritz có diện tích 156,09 km², dân số thời điểm 31 tháng 12 năm 2013 là 9.152 người. Đô thị này có cự ly 28 km về phía tây của Neuruppin và 28 km về phía đông nam Pritzwalk.